# U-43号潜艇 (1914年)
陛下之43号潜艇是德意志帝国海军建造的一艘潜艇或称U艇。U-43号由但泽的帝国船厂承建，于1914年9月26日下水，至1915年4月30日交付使用。U-43号是在第一次世界大战期间服役的329艘德国潜艇之一，并参加了大西洋潜艇战。在其十一次巡逻中，共击沉协约国或中立国的45艘船舶，容积总吨为114323吨。战后，U-43号于1918年11月20日被引渡至英国正式投降，并于1919年至1922年间在斯旺西拆解报废。

## 设计
第一次世界大战爆发后，从U-43号开始，德国潜艇进入战时动员型生产时期。它们在尺寸上与前期的柴电潜艇类似，但在推进力和续航力上有所提高。U-43号在艇体结构和舱室布置方面也有很多创新，例如采用外置式龙骨，将控制舱和指挥舱前移，增加船员居住舱空间，并将居住舱的位置调整至柴油机舱和控制舱之间。此外，潜望镜长度从以往的7.5米增至12米，下潜反应时间缩短为60－90秒。
U-43号的全长为65米；舷宽6.2米，当中的耐压壳体宽为4.18米，擁有9米的总高和3.74米的吃水深度。水上排水量为725吨，水下为940吨。
U-43号搭载有可在水上使用的两台猛狮六缸四冲程柴油发动机，总功率为2,000匹公制馬力（1,471千瓦特）；以及可在水下使用的西门子-舒克特双电动发电机，总功率为1,200匹公制馬力（883千瓦特）。这些发动机用以驱动双轴、每根轴各一个的直径1.6米长螺旋桨，从而使艇只在水上的最高速度达15.2節（28.2每小時），在水下的最高航速为每小时9.7節（18.0每小時）。U-43号可以8節（15每小時）的速度在水上巡航11,400海里（21,100），或以5節（9.3每小時）的速度在水下巡航51海里（94）。U-43号的潜航深度为50米。
U-43号装备了四具直径为500毫米的鱼雷发射管，其中艏、艉各两具，并可携带合共6枚G6型鱼雷。辅助武器为一门88毫米30倍径速射炮，1916年至1917年间则被一门105毫米45倍径速射炮所取代。其标准船员编制为4名军官和32名水兵。

## 历史
U-43号是由德意志帝国海军于1913年7月10日向但泽的帝国船厂订购。U-43号于1914年9月26日下水，1915年4月30日在首任艇长、海军上尉赫尔穆特·于尔斯特的指挥下正式入役，并被编第二潜艇区舰队。1917年5月17日，海军上尉瓦尔德马尔·本德接替于尔斯特担任艇长。末任艇长则为1918年4月18日至11月11日登艇的约翰内斯·基尔希纳上尉。
在战争期间，U-43号总计完成十一次巡逻，共击沉了容积总吨达114323吨的45艘协约国或中立国船舶，另缴获2艘作战利品（356总吨）。 战后，根据对德停战协议的要求，U-43号于1918年11月20日移交英国，并在哈维奇正式向协约国投降。1919年3月3日，英国海军部以2400英镑的价格把其售予乔治·科恩（不含发动机，已在查塔姆拆除）。该艇最终于1919年5月至1922年间在斯旺西拆解报废。

## 袭击历史摘要
| 日期           | 船名                  | 船籍         | 吨位  | 结局       |
| -------------- | --------------------- | ------------ | ----- | ---------- |
| 1916年3月21日  | 阿兰摩尔号            | 英国         | 1050  | 击沉       |
| 1916年3月24日  | 英吉利人号            | 英国         | 5257  | 击沉       |
| 1916年9月26日  | 达尼娅号              | 挪威         | 862   | 击沉       |
| 1916年9月26日  | 克努特·希尔德号       | 挪威         | 1632  | 击沉       |
| 1916年9月28日  | 罗尔夫·亚尔号         | 挪威         | 1265  | 击沉       |
| 1916年9月29日  | 克努特·亚尔号         | 挪威         | 1070  | 击沉       |
| 1916年9月29日  | 內斯亚尔号            | 挪威         | 1609  | 击沉       |
| 1916年9月30日  | 范茜号                | 挪威         | 1612  | 击沉       |
| 1916年10月3日  | J·Y·肖特号            | 英国         | 2193  | 击沉       |
| 1916年10月3日  | 图尔盖号              | 俄罗斯帝国   | 4281  | 击沉       |
| 1916年10月10日 | 加德皮号              | 英国         | 1633  | 击沉       |
| 1916年10月11日 | 比斯特里察号          | 羅馬尼亞     | 3688  | 击沉       |
| 1916年10月17日 | 埃丹号                | 挪威         | 2381  | 击沉       |
| 1917年1月22日  | 奥马尔公爵号          | 法國         | 2189  | 击沉       |
| 1917年1月23日  | 杰文顿号              | 英国         | 2747  | 击沉       |
| 1917年1月23日  | 东斯塔德              | 挪威         | 699   | 击沉       |
| 1917年1月28日  | 杜罗河畔福斯号        | 葡萄牙       | 1677  | 击沉       |
| 1917年1月28日  | 富尔顿号              | 挪威         | 1034  | 击沉       |
| 1917年1月31日  | 参宿七号              | 挪威         | 2671  | 击沉       |
| 1917年2月3日   | 霍林塞德号            | 英国         | 2862  | 击沉       |
| 1917年2月3日   | 松格夫号              | 挪威         | 2064  | 击沉       |
| 1917年2月3日   | 沃斯代尔号            | 挪威         | 1856  | 击沉       |
| 1917年2月4日   | 都灵号                | 英国         | 4241  | 击沉       |
| 1917年2月9日   | 家庭号                | 義大利王國   | 2942  | 击沉       |
| 1917年4月16日  | 安妮号                | 丹麦         | 240   | 击沉       |
| 1917年4月16日  | 恩底弥翁号            | 俄罗斯帝国   | 1345  | 击沉       |
| 1917年4月16日  | 陶尔盖特号            | 英国         | 3697  | 击沉       |
| 1917年4月20日  | 奥古斯特号            | 俄罗斯帝国   | 1596  | 击沉       |
| 1917年4月20日  | 圣伊拉里奥号          | 英国         | 10157 | 击沉       |
| 1917年4月22日  | 伍德沃德·亚伯拉罕斯号 | 美国         | 744   | 击沉       |
| 1917年4月24日  | 科迪莉亚号            | 瑞典         | 613   | 击沉       |
| 1917年4月25日  | 阿伯索号              | 英国         | 7782  | 击沉       |
| 1917年4月26日  | 厄格里斯号            | 俄罗斯帝国   | 238   | 击沉       |
| 1917年4月26日  | 赫克托里亚号          | 挪威         | 5002  | 击沉       |
| 1917年5月3日   | 艾玛号                | 荷蘭         | 183   | 缴作战利品 |
| 1917年5月3日   | 孔科耳狄亚号          | 荷蘭         | 173   | 缴作战利品 |
| 1917年6月4日   | 朱诺号                | 挪威         | 1169  | 击沉       |
| 1917年6月10日  | 豪尔温号              | 英国         | 4032  | 击沉       |
| 1917年6月11日  | 泰维奥特代尔号        | 英国         | 3847  | 击沉       |
| 1917年6月19日  | 突尼斯号              | 法國         | 3246  | 击沉       |
| 1917年9月18日  | 格兰福伊尔号          | 英國皇家海軍 | 1680  | 击沉       |
| 1917年12月28日 | 麦哲伦号              | 法國         | 6265  | 击沉       |
| 1918年7月27日  | 苏贝达尔号            | 英国         | 4911  | 击沉       |
| 1918年8月3日   | 马塞约号              | 巴西         | 3739  | 击沉       |
| 1918年8月3日   | 沃加号                | 葡萄牙       | 96    | 击沉       |
| 1918年10月15日 | 布列塔尼亚号          | 法國         | 316   | 击沉       |
| 1918年10月19日 | 阿伊达号              | 葡萄牙       | 93    | 击沉       |

## 脚注
1. ↑  Gröner，第8-10頁.
2. 1 2  Fitzsimons，第2534頁.
3. ↑  Helgason, Guðmundur. . German and Austrian U-boats of World War I - Kaiserliche Marine - Uboat.net.   [1 December 2014].
4. 1 2  Helgason, Guðmundur. . German and Austrian U-boats of World War I - Kaiserliche Marine - Uboat.net.   [2021-07-22].
5. 1 2  Helgason, Guðmundur. . German and Austrian U-boats of World War I - Kaiserliche Marine - Uboat.net.   [2021-07-22].
6. 1 2  Helgason, Guðmundur. . German and Austrian U-boats of World War I - Kaiserliche Marine - Uboat.net.   [2021-07-22].
7. ↑  Herzog，第48頁.
8. 1 2 3 4  陈进，第71頁.
9. ↑  Herzog，第67頁.
10. ↑  Herzog，第89頁.
11. ↑  Helgason, Guðmundur. . German and Austrian U-boats of World War I - Kaiserliche Marine - Uboat.net.   [1 December 2014].